# Marsch der Kampfgruppen der Arbeiterklasse
Der Marsch der Kampfgruppen der Arbeiterklasse war seit Anfang der 1970er Jahre der offizielle Präsentiermarsch der Kampfgruppen der Arbeiterklasse, einer paramilitärischen Organisation in der DDR, die die Vorherrschaft der SED absichern sollte. Im Sinne der offiziellen politisch-militärischen Doktrin der DDR wird darin die Bedrohung des Staates durch äußere und innere Feinde thematisiert. Aus dieser Bedrohung abgeleitet wird die Notwendigkeit steter Wachsamkeit und Verteidigungsbereitschaft auch über die konventionellen bewaffneten Organe hinaus.
Als Komponist betätigte sich Willi Kaufmann, Verfasser des Textes war Max Zimmering.

## Text
Wir bauen in stürmischen Zeiten 

Ein blühendes, friedliches Land 

Und halten im Auftrag des Volkes 

Die Waffen in ruhiger Hand. 

Gestützt auf verdientes Vertrauen, 

Fühlt jeder die Kraft, die ihn trägt. 

Das Kampfkollektiv der Genossen 

Selbst Berge versetzt und bewegt.

Wir halfen den Schutzwall errichten. 

Was schert uns des Feindes Geschrei! 

Wir stehn nicht allein auf dem Posten 

Und fürchten nicht Tiger noch Hai. 

Wir kennen den lüsternen Räuber, 

Der lauernd den Frieden bedroht. 

Den Staat, den wir schufen, zu schützen 

Ist allen das erste Gebot.

Wo Arbeiter, Bauern regieren,

zerschlagen der Ausbeuter Macht,

wo Arbeit als Pflicht gilt und Ehre,

wo die Flamme des Wissens entfacht.

Da lohnt es, den Stürmen zu trotzen,

da lohnt es, im Feuer zu stehn,

da lohnt es, Gewehre zu tragen

und im Gleichschritt der Kämpfer zu gehn.